# Area metropolitana di Columbia (Missouri)

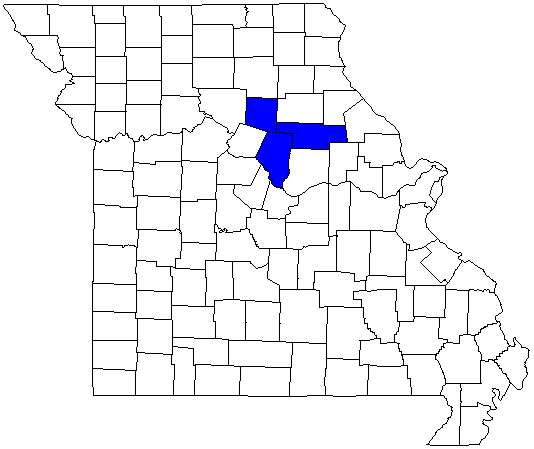
Localizzazione dell'area metropolitana

L'area metropolitana di Columbia (o Greater Columbia), è un'area metropolitana degli Stati Uniti d'America che comprende la città di Columbia nello stato del Missouri e diverse aree limitrofe.
L'area metropolitana di Columbia ha una popolazione di 221.374 (stima 2013). L'area metropolitana, come definito dall'Ufficio per la gestione e il bilancio, si compone di tre contee, tutte nel Missouri. Oltre alle città principali, le contee consistono principalmente di piccole aree urbane, e di comunità rurali, la maggior parte delle quali hanno una popolazione inferiori ai 1 000 abitanti.

## Contee

### Missouri
- Contea di Audrain
- Contea di Boone
- Randolph

## Città principali
- Columbia (121 717 abitanti)
- Moberly (13 974 abitanti)
- Mexico (11 543 abitanti)

## Demografia
Al censimento del 2000, risultarono 145,666 abitanti, 59,930  nuclei familiari e 34,010 famiglie residenti nell'area metropolitana. La composizione etnica dell'area è 85.83% bianchi, 8.42% neri o afroamericani, 0.41% nativi americani, 2.76% asiatici, 0.03% isolani del Pacifico, 0.67% di altre razze e 1.72% ispanici e latino-americani. Per ogni 100 donne ci sono 97,9 maschi. Per ogni 100 donne sopra i 18 anni, ci sono 96,4 maschi.
Il reddito medio di un nucleo familiare è di $34,550 mentre per le famiglie è di $45,689. Gli uomini hanno un reddito medio di $29,837 contro $22,970 delle donne. Il reddito pro capite dell'area è di $17,031.
| Area metropolitana di Columbia Popolazione |                 |
| 1970                                       | 80.911          |
| 1980                                       | 100.376         |
| 1990                                       | 122.010         |
| 2000                                       | 145.666         |
| 2010                                       | 213.585         |
| 2013                                       | 221.374 (stima) |